# Trezze
Trezze oder Tresse, früher auch Batteria Trezze, ist eine kleine Insel in der Lagune von Venedig westlich des historischen Zentrums der Stadt. Die Insel hat eine Fläche von 5.226 m². 

## Geschichte
Trezze war eine der Inseln, auf denen das Verteidigungssystem von Venedig basierte. Die Insel war neben Fisolo, Campana, Ex Poveglia im Süden der Lagune ausgebaut worden, sowie Campalto, Tessera, Carbonera, Buel del Lovo (Batteria San Marco) in der mittleren Lagune. Diese wurden meist an Kreuzungspunkten der lagunaren Kanäle errichtet, um gegebenenfalls die Durchfahrt zu blockieren. Die zu dieser Zeit noch hölzernen Festungswerke erwähnte der zuständige Provveditore alla Lagune ed ai Lidi, Zuanne Zusto, im vorletzten Jahr der Republik Venedig 1796. 
1883 waren alle Bastionen mit Munitionslagern und Kasematten ausgestattet, die Uferbefestigungen waren verstärkt.
1975 erhielt VeneziaGas, heute Italgas S.p.A., die Konzession zur Förderung von Methan.